# Сек'юритизація (політологія)
Сек'юритизація (англ.  securitization від англ.  security — безпека) — концепція, створена в рамках Копенгагенської школи, в рамках якої питання у сфері міжнародної безпеки розглядаються через призму політичного конструктивізму і класичного реалізму. На відміну від школи політичного реалізму дана теоретична концепція вивчає питання безпеки з точки зору процесу, в якому актор (держава) зводить якусь проблему у ранг питання безпеки. Сам термін був вперше використаний Оле Вейвером (дан. Ole WæverOle Wæver) у 1995 році.

## Передісторія
Концепція сек'юритизації виникла в результаті того, що проявилась обмеженість досліджень проблем безпеки через їх орієнтованості лише на військові загрози в сфері міжнародної безпеки.
Деякі експерти говорять про те, що ще в 1983 р. Баррі Бузан, американський фахівець у галузі міжнародних відносин, у роботі «Люди, держави і страх» заклав основу для досліджень концепції безпеки. Надалі, Б. Бузан поставив перед собою завдання вивчити, як певний об'єкт стає загрозою безпеки, яким чином він політизується межах певного контексту і потім сек'юритизується. В даному випадку використовується конструктивістський підхід, в той час, як реалізм розглядає комплексне поняття безпеки як синонім сили. Такий традиційний підхід до безпеки був застосовний до вивчення загроз під час світових воєн, коли держави перебували у постійному протиборстві за силове і владне перевагу.
Однак зі зміною середовища міжнародних відносин стало очевидно, що звуження поняття безпеки призводить до виключення з дослідження багатьох важливих аспектів, що складають його сутність. Військова сфера, характерна для традиційного дискурсу про безпеку, стала втрачати своє визначальне значення, так як з'явилися інші виклики безпеці, які вимагали ретельного вивчення. Наприклад, широке обговорення набули питання націоналізму, релігії, ідентичності і ін У зв'язку з цим Б. Бузан і О. Вейвер запропонували концепцію сек'юритизації, у сферу якої були включені ті явища, які раніше не розглядалися як проблеми безпеки.

## Основні компоненти
Основними компонентами теорії сек'юритизації є:
- актор, який висуває якусь проблему (найчастіше урядові та неурядові актори, а також окремі індивіди і навіть групи, які не мають відношення до політики);
- об'єкт сек'юритизації — це питання, явище, актор, якому може загрожувати дана проблема, наприклад, об'єктами сек'юритизації можуть бути держава (військова безпека); національний суверенітет або ідеологія (політична безпека); національна економіка (економічна безпека); колективна ідентичність (соціальна безпека); біологічні види і ареали (безпека навколишнього середовища);
- аудиторія — всі ті залучаємо в даний процес учасники, яким належить визнати проблему потенційної небезпекою.

## Етапи сек'юритизації
Процес сек'юритизації включає в себе два етапи:
1. Заяву про виникнення загрози існуванню референтного об'єкту;
2. Завершення процесу сек'юритизації, яке буде успішним, якщо актору вдалося переконати аудиторію у заявленому.

## Модель сек'юритизації
Б. Бузан пропонує розглядати сек'юритизацію за допомогою дискурсу. У цьому випадку сек'юритизація успішна, якщо аргумент з певною риторикою і семіотичної структурою досягає достатнього ефекту, при якому аудиторія допускає порушення діючих норм і правил. Однак дискурс, що приймає форму подання загрози для об'єкта, сам по собі не створює сек'юритизацію. Дискурс виступає в ролі руху, що сек'юритизується. Проблема сек'юритизується, коли аудиторія її приймає. 
Б. Бузан використовує теорію мовленнєвого акту Дж. Л. Остіна. Він заявляє, що більша частина концепцій розглядають вислови або як помилкові, або справжні і завжди дискриптивні. Дж. Л. Остін стверджує, що словами можна проводити дії. Такі слова дослідник називає перформативними висловлюваннями або перформативними мовними актами. Дж. Л. Остін наводить приклад весільної церемонії, коли відповіді нареченого і нареченої «та» є перформативними мовними актами, так як вимовляючи їх, вчиняється дія, а саме вступ у шлюб.
Дж. Л. Остін виділяє три типи мовленнєвих актів:
1. Локутивний акт (locution - зворот, вислів) - проголошення висловлювання, що володіє фонетичної, лексико-граматичної і семантичної структурами. Це базовий акт, за допомогою якого надається значення певного вислову.
2. Іллокутивний акт (il - в, усередині) – мовний акт, що забезпечує вказівку не тільки на значення, але й на комунікативну мету висловлювання. Наприклад: «Він закликав (або порадив, зажадав)».
3. Перлокутивний акт (per - допомогою) служить навмисного впливу на адресата і досягнення певного результату. Наприклад: "Він переконав мене".

При цьому перлокутивный акт є частиною мовленнєвого акту мовця, а не відповідь, посткоммуникативным дією адресата.
Теорія сек'юритизації використовує иллокутивный акт.
Для успішного мовленнєвого акту необхідно дотримання т.н. сприятливих умов, які можуть бути двох видів:
1. Внутрішні (лінгвістично-граматичні) умови: слід дотримуватися загальних правил побудови мовленнєвого акту, створювати такий сценарій, який включає екзистенціальну загрозу, точку неповернення і можливий вихід.
2. Зовнішні (контекстуальні або соціальні умови, які характеризують позицію, займану актором. При цьому зовнішні контекстуальні умови характеризують саму загрозу, т.е. в уяві аудиторії який-небудь об'єкт стане загрозою безпеці, якщо відбувається звертання до того, що саме по собі є загрозливим (танки, хімічне зараження). Зовнішні соціальні умови передбачають, що актор володіє авторитетом, необхідним для того, щоб аудиторія прийняла заяву.

Б. Бузан і О. Вейвер стверджують, що безпека не обов'язково позв'язана тільки з державою як головним актором, а також не є однаково доступною для всіх держав і соціальних рухів. Однак через те, що держава традиційно виконує функції з впровадження безпеки, вона має більш сприятливу позицію.

## Сектори сек'юритизації
Б. Бузан і О. Вейвер виділяють наступні сектори сек'юритизації: військовий, політичний, економічний, соціальний, екологічний.
У військовому секторі референтним об'єктом зазвичай виступає держава, а також окремі політичні особи. Традиційні дослідження безпеки вважають всі військові питання загрозами безпеці. Проте так відбувається не завжди. У гуманітарних акціях збройні сили використовуються як для миротворчих цілей, так і для ліквідації наслідків стихійних лих.
В політичному секторі загрози традиційно визначені в термінах принципу суверенності. Суверенності може загрожувати все, що посягає на її легітимність чи владний авторитет.
В економічному секторі референтні об'єкти і загрози набагато складніше описати, ніж загрози військового і політичного секторів. Наприклад, компанії часто опиняються в умовах загрози банкрутства. В цілому, в ринковій економіці спроби сек'юритизації різних фірм робляться рідко.
У соціальному секторі референтним об'єктом виступають в основному колективні ідентичності. Соціальна безпека являє собою здатність суспільства відтворювати його традиційні форми мови, культури, асоціації, а також релігійної і національної ідентичності. Таку здатність можна сек'юритизувати.
В екологічному секторі перелік можливих референтних об'єктів досить великий: від конкретних речей, наприклад, виживання окремих видів (тигри, кити, людство) і типів проживання (тропічні ліси, озера) до більш розмиті і великомасштабних проблем, наприклад, підтримання планетарного клімату та біосфери. Багато з таких референтних об'єктів походять з відносин між людьми і біосферою.

## Критика
Експерти критикують теорію сек'юритизації з різних напрямків, поставивши під питання практично всі елементи даної концепції. Однак необхідно зауважити, що критики не пропонують відкинути концепцію. Характерною рисою критики є те, що вона показує слабкі сторони теорії та аналізує шляхи її вдосконалення. Аналітики висловлюють думку щодо недостатньої розробленості багатьох понять теорії сек'юритизації.
В теорії сек'юритизації головну роль грає аудиторія, оскільки саме від прийняття або неприйняття її мовленнєвого акту залежить успіх процесу сек'юритизації. Проблема успішності розглядається багатьма експертами. Пропонується розширити «сприятливі умови» сек'юритизації, доповнивши їх наступним пунктом: когнітивна схильність аудиторії, яка може збігатися або не збігатися з спробою сек'юритизації. Ця умова ґрунтується на припущенні про те, що зазвичай люди беруть ті аргументи, які відповідають їх вже сформованим уявленням про навколишню реальність. Цей фактор відіграє велику роль у прийнятті сек'юритизації аудиторією, тому що мовленнєвий акт може бути інтерпретований індивідами з абсолютно різним змістом. Людина не схильна розглядати те, що відбувається з нейтральної когнітивної позиції .
Крім того, ця сприятлива умова може пояснити, чому, наприклад, сек'юритизація адміністрацією Дж. Буша вторгнення в Ірак знайшла широкий відгук консервативних представників американської громадськості, але не більш ліберальної аудиторії. Ідентичність забезпечує емоційну основу з проблем безпеки. Актори, що зображують проблеми з точки зору загроз і виживання, щоб мобілізувати маси в своїх цілях, спираються на емоційні засади. Проте ідентичність багатогранна, що дозволяє акторам вибирати найбільш підходящий її вимір для досягнення своїх цілей. Крім цього, необхідний вимір ідентичності можна сформувати, оскільки ідентичність не задається від народження. Вона залежить від вибору і рішення людини, що дозволяє Б. Андерсону говорити про уявні спільноти. Ідентичність яких може бути сконструйована як на заохочення конфлікту, так і на сприяння мирному співіснуванню.
Теорія сек'юритизації піддана критиці за визначення сек'юритизації як інтерсуб'єктивного процесу між актором, який висуває певну проблему, і аудиторією. В даному випадку особливу цінність набуває здатність актора переконати аудиторію. Однак виникає небезпека того, що сильні авторитетні актори можуть використовувати проблеми сек'юритизації для досягнення своїх власних цілей без добровільного згоди з боку аудиторії.
Крім того, Копенгагенська школа використовує багатосекторним підхід до визначення сек'юритизації, який відрізняється від традиційного вивчення проблем безпеки винятково у військовій сфері. Розширення визначення сек'юритизації призводить до включення у процес дослідження питань безпеки недержавних акторів. Однак при такому надмірному розширенні концепції сек'юритизації виникає ризик того, що практично кожне явище стає проблемою безпеки, що призводить до невизначеності у процесі прийняття рішень.
Таким чином, для чіткого визначення концепції безпеки необхідно розробити новий поняттєвий апарат. Копенгагенська школа з її моделлю сек'юритизації та десек'юритизації зробила внесок у дебати про розробку аналітичної системи поглядів для вивчення проблем безпеки. Копенгагенська школа надає можливість для систематичного, порівняльного та узгодженого аналізу безпеки.
Крім цього, Копенгагенська школа відмовилася від принципу, згідно з яким поняття «безпека» застосовується, в першу чергу, до людини, поставивши на його місце державу і суспільство. Суспільством можна вважати велику групу людей, які володіють спільною ідентичністю, що часто не збігається з державною (наприклад, «ірландці» і «мусульмани»). Б. Максуини, старший науковий співробітник центру вивчення проблем міжнародного миру в Дублінському університеті, критикує такий підхід, відзначаючи, що легітимація груп «ми» і «вони» чревата конфліктами. У відповідь на критику Б. Бузан і О. Вейвер заявили, що вони не абсолютизують ідентичність, однак, якщо люди діють виходячи з того, що володіють спільною ідентичністю, то її слід брати до уваги.